# Amtsapotheke Eltville

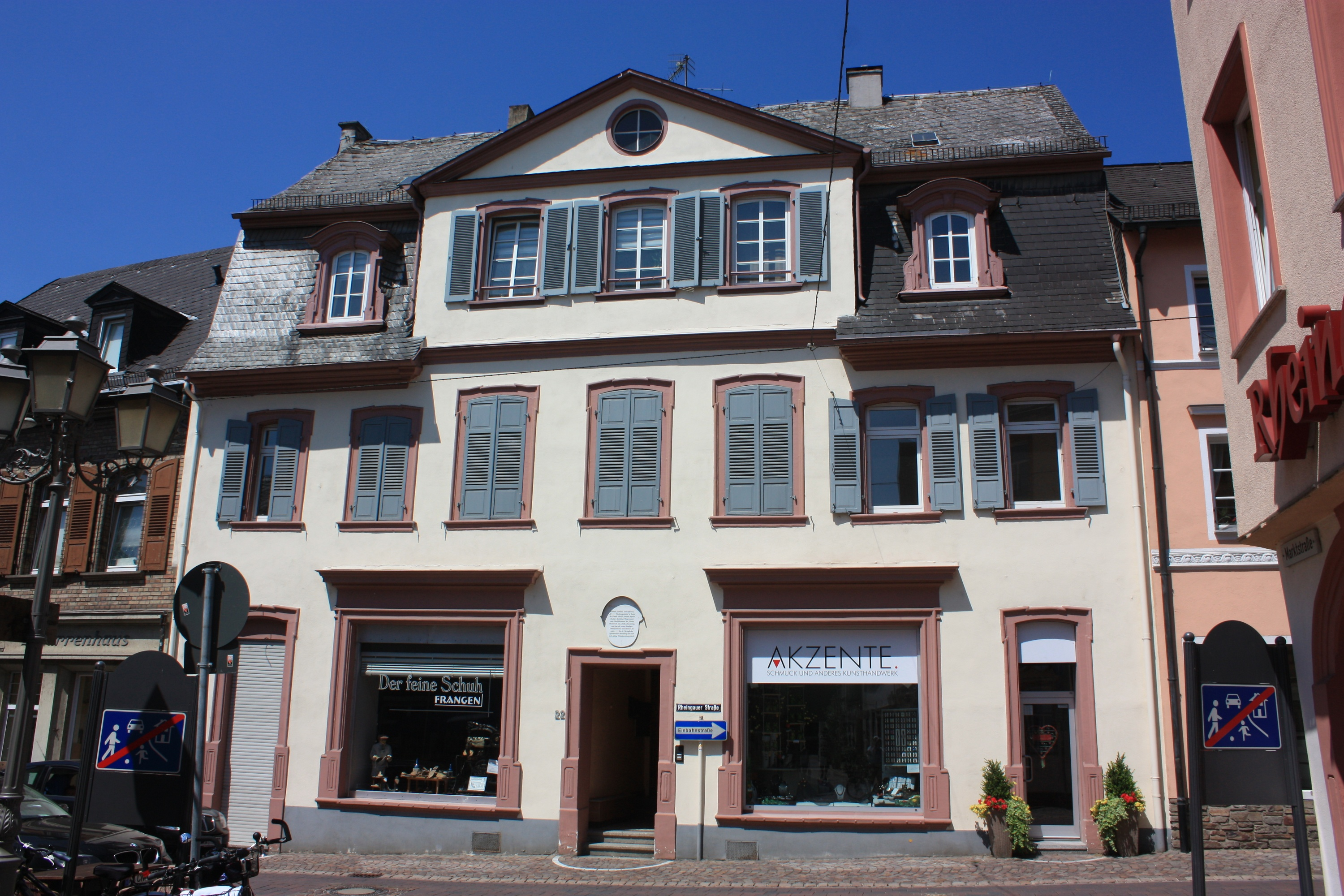
Rheingauer Straße 22

Die Amtsapotheke in Eltville am Rhein wurde vor dem Jahr 1768 gegründet. Ursprünglich befand sie sich in dem Gebäude Rheingauer Straße 22, das unter Denkmalschutz gestellt wurde. Später zog die Amtsapotheke in die Schwalbacher Straße 13 um (Ecke Gutenbergstraße).

## Geschichte
Das erste erhaltene Privileg für einen Apotheker in Eltville stammt aus dem Jahr 1768. In diesem Jahr erhielt der Apotheker Joseph Reis durch Erzbischof Emmerich Joseph das Privileg, die zu diesem Zeitpunkt völlig verwahrloste, Stephan’sche Apotheke zu betreiben. Wann diese Apotheke entstanden ist, ist nicht überliefert.
Joseph Reis verkaufte die Apotheke Anfang der 1770er Jahre an den Apotheker Stephan Heckler. Ein förmliches Patent wurde nicht erteilt, die Apotheke blieb aber unter dem Namen "Mohren-Apotheke" die nächsten 30 Jahre in Familienbesitz.
Mit dem Reichsdeputationshauptschluss im Jahr 1803 endete Kurmainz und Eltville wurde nassauisch. Im gleichen Jahr bat Joh. Baptist Heckler, der Sohn von Stephan Heckler um eine Erneuerung des Privileges. Dieses wurde 1806 durch Herzog Friedrich August erteilt.
1814 wurde die Apotheke an den Apotheker Michael del’Haye verkauft, der im August 1814 das Privileg erhielt. Neben dem Apothekengeschäft betrieb er einen Lesezirkel mit Kaffeewirtschaft.
Aufgrund des Medizialediktes von 1818 wurde del’Haye zum Amtsapotheker des Amtes Eltville ernannt.
Nach dem Tod del’Hayes 1821 wurde dessen Witwe Inhaberin der Apotheke, bis sie 1839 an den Apotheker Philipp Simon verkauft wurde, der die Tochter del’Hayes, Maria Katharina Elisabetha geheiratet hatte. Philipp Simon wurde auch als nassauischer Landtagsabgeordneter bekannt und starb 1871. Die Apotheke blieb im Eigentum der Familie Simon. 1939 heiratete Marianne Simon den Inhaber der fürstlichen Hofapotheke in Aurich, Jellrich Hoisson Rassau. Nach diesem wurde dessen Sohn Wolfgang Rassau Inhaber der Apotheke.